# Tony Buckley

a Compétitions nationales et continentales officielles uniquement.

b Matchs officiels uniquement.
Dernière mise à jour le 23/02/2017.
Daniel Anthony Buckley, né le 8 octobre 1980 à Cork (Irlande), est un joueur de rugby à XV qui compte 25 sélections avec l'équipe d'Irlande de 2007 à 2011, évoluant au poste de pilier (1,96 m et 138 kg).

## Carrière

### En équipe nationale
Il a disputé son premier test match le 26 mai 2007 contre l'Argentine. Il a disputé les cinq matchs du tournoi des six nations 2008 sans toutefois être titulaire, il connaît sa première sélection comme titulaire lors de sa dixième cape, le 8 novembre 2008 contre le Canada.

## Statistiques en équipe nationale
- 25 sélections
- 2 essais (10 points)
- Sélections par année : 2 en 2007, 9 en 2008, 3 en 2009, 7 en 2010, 4 en 2011
- Tournoi des Six Nations disputé : 2008, 2010.
- Coupe du monde : 2011 (deux rencontres, un essai).